# Азд
Азд или Ел Азд (арап. أزد) је назив једног од многобројних арапских племена. Оно представља један од огранака арапског племена Кахлан, које представља једну од две гране Кахтанита, док је друго оно у Химјару.
У древна времена, они су насељавали Мариб, престоницу Сабејског краљевства које се налазило на простору данашњег Јемена. Њихова земља је била наводњавана помоћу Бране Мариб, која је према неким мишљењима представљала градитељско чудо антике због својих димензија. Када се брана урушила по трећи пут током 1. века н. е, велики број припадника племена Азд је напустио Јемен и мигрирао у разним правцима.
Азд је такође широко распрострањен као мушко име у Јемену.

## Азд огранци
У трећем веку нове ере пелеме Азд се развојило у три под-групе, сваку од њих је предводио по један од синова Амр ибн Музаикија.

### Имран Бин Амр
Имран бин Амр и већина племена су отишли у Оман, где су успоставили присуство племена Азд у Источној Арабији. Касније су напали Караман и Шираз у јужној Персији, што ће остати познато као "Азд Даба". Друга грана кренула је западно назад у Јемен, а једна група је отишла даље запад све до Тихаме на Црвеном мору. Ова група је постала позната као "Азд Уман" након појаве ислама.

### Џафан ибн Амр
Џафна бин Амр и његова породица отишли су у Сирију, где где су се населили и успоставили краљевство Гасанида. Тако су именовани по извору воде где се зауставили на путу у Сирију. Из ове гране су проистекли:
- Гасанидска династија у Сирији
- Римски цар (Филип Арабљанин, гасанидски Арапин из Сирије, који је владао 244–249 н. е.)
- Византијска династија (византијски цар Лав III Исавријанац, такође познат као Сиријац владао 717-741 н. е.)

Гасаниди су углавном остали хришћани. Данас они чине већину арапских хришћана у Либану, Палестини, Јордану и Сирији.

### Талаба ибн Амр
Талаба ибн Амр је напустио своје племе Ел Азд код Хиџаза и боравио између Талабије и Ди Кара. Када је сакупио снагу, кренуо је ка Јахтрибу, где је остао. Од његове лозе потичу велики Авс и Хазраџ, синови Харита бин Талабе. То је био муслимански Ансар (војно звање) и који створио последњу арапску династију у Шпанији (Насриди).

### Харита ибн Амр
Харита ибн Амр је водио грану племена Азд Кахтани. Лутао је са племеном по Хоџазу док нису дошли у Тихаму. Имао је три сина који су се звали Ади, Афса и Лахи. Ади је био родоначелник племена Барик, Лахи, родоначерлник Куза'а и Афса, родоначелники Аслама.
```
                              Azd
                                |                     
                 .--------------+------------.                        
                 |                           |                      
               Mazin                     Shahnvah
                 |                           |                  
      .----------+----------.       .--------+-----------.           
      |          |          |       |        |           |
      |          |          |       |        |           |
      |          |          |    Samala  (Banu) Daws   Haddan
 Thalabah     Haritha     Jafna
      |          |    (Ghassanids/The Ghassinids)
   .--+----.     |
   |       |     |_________________
(Banu) Aws  (Banu) Khuza'a/Khazraj |
                                   |
                         .-----+---+----------.
                         |         |          |
                        Adi       Afsa      Lohay
                         |         |          |
                       Bariq     Aslam  (Banu) Khuza'a
                                   |          |
                                Salaman   Mustalik

```

### Захран
Захран је било предисламско племе које је било изданак племена Азд које је своје порекло вукло из Сабејског краљевства (Сабе) у Јемену. Недостатак воде подстакао их је да се преселе у место Ел Баха у Арабији. Данас се припадници племена Захран могу наћи широм Блиског истока и шире. Према арапским научницима, дијалект који користе племена Хиџаз, Захран и Гамид, најближи је класичном арапском језику.

## Азд Уман
Азд 'Уман је било доминантно арапско племе у источним крајевима калифата и било је покретачка снага у освајању Фарса, Макрана и Синда. Били су главна трговачка група Омана и Ел-Убуле, која је организовала трговачку дијаспору са насељима Персијанизованих Арапа на обалама Кирмана и Макрана, проширујући се до Синда за владавине Ардашира. Они су били снажно укључени у западну трговину са Индијом и ширењем муслиманских освајања и почели су да консолидују своју комерцијалну и политичку власт на источној граници. Током раних година муслиманског освајања, луке Азда Бахреин и Оман су постале базе за поморске бродове муслимана који су отишли у Фарс и Хинд. Од 637. год., освајање Фарса и Макрана овим просторима доминирају Азди и савезничка племена из Омана. Између 665. и 683. године, Азди Уман је постао фаворит јер се нарочито истакао и доспео на положај у Басри захваљујући Зијаду ибн Абихи, гувернеру Муавије I, његовом сину Убаидули. Када је припадник њиховог племена Абу Саид Ел Мухалаб ибн Аби Суфра постао гувернер, њихов утицај и богатство су се повећали док је прошириоивао муслиманска освајања према Макрану и Синду, где су се насељавали и многи други Азди. Међутим, након његове смрти 702. године, изгубили су власт на власт са успоном Ел Хаџаја ибн Јусуф-а као гувернера Ирака. Ел-Хаџај је спроводио систематску политику разбијања Омејадске моћи, због чега су Азди такође трпели. Са смрћу Хаџаја и под Сулејманом ибн Абд ел Маликом као калифом, њихова срећа се поново окренула именовањем Јазида ибн ел Мухалаба.

## Утицајни људи или гране Азда
- Гасаниди
- Бану Танук[тражи се извор]
- Бану Ма'ан (део Тануки племенске Конфедерације)
- Насридска династија од Al-Andaluз-а
- Ел Саид династија Оман
- Ел Нахyан династија Уједињени Арапски Емирати и Абу Даби[тражи се извор]
- Ал Мактум династија Дубаи[тражи се извор]
- Ибн Дураид
- Кутајир,[11] Arab poet
- Џāбир ибн Зајд, кооснивач племена Ибади које је одабралоИслам
- балкарн (Ел-Карни)
- Гхамид
- Бани Шехр
- Племе Захран
- Равадиди
- Племе Балгарн (Ел Гарни) или ( Ел-Карни)
- Племе Барик
- Џāбир ибн Хаџāн
- Худаџфа ел Барики
- Халил ибн Ахмад
- Урва ел Барики
- Арфаџа ел Барики
- Абу Давуд порезник у Хадити
- Хумајда ел Барики
- Ибн Ел Тахаби
- Ибн ел Банна
- Џамила бинт Адван
- Асма бинт Адиј ел Барикија
- Ел Мухалаб ибн Аби Суфра
- Му'акир
- Фатима бинт Са'д
- Сурака ел Барики
- Ибн ел Тахаби
- Бану Хазраџ
- Баласмер (Ел-Асмари)
- Џамила бинт Адван
- Балахмер (Ел-Ахмари)
- Бани Амр (Ел-Амри)
- Амр ибн Халид
- Ум ел Хаир
- Давасир (Ел Давасир)
- Бани Малик
- Al-Tahawi